# David Irvine Masson
Pour les articles homonymes, voir Masson.
David Irvine Masson, né le 6 novembre 1915 et mort le 27 février 2007 , est un bibliothécaire et un écrivain écossais de science-fiction.

## Biographie
Né à Édimbourg, Masson est issu d'une famille connue d'intellectuels et d'universitaires britanniques. Son père, Sir Irvine Masson, était professeur de chimie à l'université de Durham et vice-chancelier de l'université de Sheffield ; son grand-père David Orme Masson, qui avait émigré en Australie, était professeur de chimie à l'université de Melbourne. Son arrière-grand-père, David M. Masson, était professeur de littérature britannique à l'université d'Édimbourg, avait rédigé une biographie de John Milton et était ami de Thomas Carlyle et de John Stuart Mill.
David Irvine Masson a suivi le tropisme familiale en suivant des études supérieures au Merton College d'Oxford, avec un diplôme supérieur en littérature britannique. Il devient bibliothécaire-adjoint de l'université de Leeds en 1938.
À l'exception d'un passage au corps médical britannique durant la Seconde Guerre mondiale, Masson resta bibliothécaire en université le reste de sa vie professionnelle.
À la fin des années 1940, il est chargé de la surveillance des collections spéciales de l'université de Liverpool. Il épouse Olive Newton en 1950.
En 1956, il est nommé curateur de la Collection Brotherton (qui rassemble de nombreux ouvrages anciens de la littérature britannique).
Durant son activité à Leeds pendant 23 ans, il se fait connaître par la publication de plusieurs récits, et spécialement Traveller's Rest (publié en 1965 dans New Worlds) et The Caltraps of Time, publié en 1968.
Entre 1951 et 1991, il a publié divers articles scientifiques sur les fonctions et les effets des modèles phonétiques dans la poésie.
Il prend sa retraite en 1979, et continue à vivre à Leeds avec son épouse. Le couple a eu une fille et trois petits-enfants.
Il meurt à Leeds le 27 février 2007, à l'âge de 91 ans.

## Œuvres
- Publication en France dans le recueil Histoires paradoxales :
  - Le Répit du guerrier (Traveler's Rest), nouvelle, 1965
  - Terrain perdu (Lost ground), nouvelle
- The Caltraps of Time (1968), recueil de nouvelles